# Cyborgs
Cyborgs («Сайборгс», від англ. Cyborgs — «кіборги») — український дует діджеїв і музикантів, який виконує електронну музику у стилях слеп-хауз, ф’юче-хауз, ф’юче-бейс та діп-хауз.

## Кар'єра
Проєкт почав своє існування в 2015 з випуску реміксів на Oliver Heldens та KSHMR на своїй сторінці на SoundCloud. У 2016 році в них вийшло кілька сольних треків у вільному доступі, а вже у 2017-му Cyborgs підписали контракт із Armada Music і випустили перший офіційний реліз 21 липня: — «I Don't Wanna Be Alone», .
У 2020 році Cyborgs випустили кавер на пісню Beggin’ у колаборації з представником Великобританії на Євробаченні 2019 Майклом Райсом. 
З 2018 по 2020 роки були резидентами радіостації NRJ Україна де у співавторстві випускали радіошоу Backstage.
Нині дует вже встиг виступити на фестивалях Atlas Weekend 2017 та 2019, а також з’їздити в тур містами Польщі. Треки музикантів підтримали в своїх радіошоу і на виступах такі діджеї, як Tiesto, Федде ле Гранд, Tom Swoon, Jewelz & Sparks, Promise Land, Holl & Rush, APEK і багато інших.

## Дискографія

### Сингли
- I Don't Wanna Be Alone (with Moth Circuit featuring Evolsi) — 2017

### Ремікси
- Michael Rice - Lady (Cyborgs Remix) — 2017
- Da Hool feat. Julia Detomaso - Own The Night (Cyborgs and Da Hool Remix) — 2018